# Universidad de York
Este artículo es sobre la universidad británica. Para la universidad canadiense, vea Universidad York
La Universidad de York se encuentra en la ciudad de York, Reino Unido. Fundada en 1963, su campus ha crecido hasta sumar más de treinta departamentos y centros que abarcan un amplio abanico de disciplinas académicas. Situada al sureste de la ciudad de York, su campus tiene una extensión de unas 200 hectáreas. El Campus Oeste, el original, incorpora el Parque de la Ciencia de York y el Centro Nacional de la Ciencia del Aprendizaje. En el complejo universitario se desarrolla un conjunto de zonas verdes, lagos y vida salvaje muy notable. En 2007 la institución educativa obtuvo permiso para ampliar el campus hacia unos terrenos agrícolas adyacentes, al este de la cercana villa de Heslington. Este segundo Campus Este o Campus Heslington, fue inaugurado en 2009 y hoy alberga tres colleges, tres departamentos, espacios para conferencias, una ciudad deportiva y una incubadora de empresas emergentes. La institución también arrienda King's Manor en el centro de York, una casona de origen medieval. En el curso 2016-1017, la universidad tuvo unos ingresos de 367,9 millones de euros, de los cuales 73,3 provinieron de subvenciones y contratos de investigación.
York es una universidad descentralizada y cada estudiante está asignado a uno de los nueve colleges de esta. El noveno college fue creado en 2014 y fue llamada Constantine en honor al emperador romano Constantino I, que fue proclamado Augusto en la ciudad de York en 306 d. C. Hay planes para construir otros dos colleges en un futuro cercano. En 2012, York se unió al Grupo Russell de universidades británicas de investigación intensiva. Fue clasificada en el puesto 12 de un listado de universidades del Reino Unido por la calidad de sus investigaciones y en el 24 por su fuerza investigadora en el Marco de Excelencia Investigadora de 2014. En el listado nacional de 2019, York aparece en el puesto 22 según The Times, en el 12 según The Guardian y en el 21 de acuerdo con The Complete University Guide. Internacionalmente, en la Clasificación mundial de universidades QS, York figura en el puesto 134 en el año 2019 y en el influyente Ranking de Shanghái entre los puestos 301 y 400 en su edición de 2018.